# 神保ばやし
神保ばやし（じんぼばやし） とは、毎年7月24日（2月13日初はやし）に千葉県船橋市神保町の須賀神社で演じられる民俗芸能。船橋市の指定無形民俗文化財。

## 概要
千葉県船橋市にある八木ヶ谷という地域に伝わる深川ばやしを、江戸時代末期から明治初期頃に受け継いだものとされる。大太鼓1人、小太鼓2人、笛1人、鉦1人の5人で構成される。曲は「はやし」「しょうでん」「しちょうめ」「かまくら」「おかざき」の5曲から成り、かまくらとおかざきではひょっとことおかめが登場する。曲は神田ばやし、葛西ばやしと共通する部分もあるが、神保独自の旋律やリズム、テンポを持つ。